# Christmas by the Bay
Christmas by the Bay är ett julalbum från 1977 av Burl Ives, utgivet på skivmärket United States Navy Band som hans tredje julalbum på detta skivmärke. Det är hans sista julalbum, och innehåller bara ne ny julsång: "The Sense of Christmas." Resten är nyinspelningar av gamla julsånger: "Rudolph the Red-Nosed Reindeer"; "A Holly, Jolly Christmas"; "Christmas by the Bay" (cf. Christmas at the White House, 1972); "White Christmas" (cf. Have a Holly Jolly Christmas, 1966); and "The Friendly Beasts" (cf. Christmas Day in the Morning, 1952). På alla låtar ackompanjeras han av United States Navy Band, dirigerat av Ned Muffley.
Ives ahde tidigare spelat med Muffley och Navy Band: under en julkonsert i Washington, DC in 1974 samt vid Boy Scout Jamboree 1977. Därefter bjöd Muffley in de matt delta 1977 under en julkonsert i DAR Constitution Hall: "Den följande veckan var stressing som specialproduktion, och idén kom upp med For the Love of Christmas, en musikal av Burl som berättade om julen för en grupp barn... personifieringen av Jultomten själv." Konserten sändes i nationell TV.
Albumet innehåller en annorlunda production. Genrerna varierar från folk ("The Friendly Beasts") till pop ("A Holly, Jolly Christmas"). På albumet sjunger också Sea Chanters, den amerikanska flottan s officiella kör.

## Låtlista[4]

### Side 1
| Låt | Titel                         | Artist                                                        | Låtskrivare/Arrangör             | Tid  |
| --- | ----------------------------- | ------------------------------------------------------------- | -------------------------------- | ---- |
| 1.  | Christmas by the Bay          | Burl Ives & Sea Chanters                                      | Traditional/J. Chattaway         | 2:05 |
| 2.  | Winter Wonderland             | Sea Chanters, Evangeline Taylor, Jessica Farrow, Heidi Hunter | F. Bernard, R. Smith/B. Kidd     | 2:00 |
| 3.  | Rudolph the Red-Nose Reindeer | Burl Ives & Sea Chanters                                      | J. Marks/J. Taylor               | 2:10 |
| 4.  | I Sing Noel                   | Tom VanVranken                                                | Medley/J. Brubaker               | 5:59 |
| 5.  | The Sense of Christmas        | Burl Ives & Kids                                              | R. Chiles, J. Wallace/R. Gingery | 4:00 |

### Side 2
| Låt | Titel                    | Artist                      | Låtskrivare/Arrangör  | Tid  |
| --- | ------------------------ | --------------------------- | --------------------- | ---- |
| 1.  | A Holly, Jolly Christmas | Burl Ives & Sea Chanters    | J. Marks/R. Gingery   | 1:59 |
| 2.  | Christmas Festival       | The United States Navy Band | L. Anderson           | 6:05 |
| 3.  | The Friendly Beast [sic] | Burl Ives                   | Traditional/Burl Ives | 2:40 |
| 4.  | Sleigh Ride              | The United States Navy Band | L. Anderson           | 2:37 |
| 5.  | White Christmas          | Burl Ives & Sea Chanters    | I. Berlin/J. Taylor   | 2:34 |